# Hiranya Peiris
Hiranya V. Peiris (Sri Lanka) es una astrofísica británica en la Universidad de Londres, más conocida  por sus trabajos sobre el fondo cósmico de microondas, la radiación más antigua del Universo. Es una  de los 27 científicos que recibió el  Premio Breakthrough en Física Fundamental en 2018.

## Biografía
Peiris nació en Sri Lanka. Terminó sus estudios universitarios de Ciencias Físicas Naturales en la Universidad de Cambridge en 1998, en New Hall, ahora conocido como Murray Edwards College.. Obtuvo un doctorado en Princeton en el Departamento de Ciencias Astrofísicas, donde trabajó por primera vez en la sonda de anisotropía por microondas Wilkinson (WMAP). Después trabajó en el Instituto Kavli de Física Cosmológica de la Universidad de Chicago como becaria del Hubble.
Tras haber obtenido varias becas postdoctorales competitivas, en 2007 Peiris regresó a la Universidad de Cambridge como becaria avanzada del Consejo de Instalaciones de Ciencia y Tecnología ( STFC, por sus siglas en inglés) y en 2008 se le concedió una beca de investigación junior en el King's College de Cambridge. En 2009, Peiris ganó un premio del Leverhulme Trust en cosmología y se aseguró un puesto en la facultad de la University College London (UCL)..
Actualmente es profesora de Astrofísica en la UCL y también Directora del Centro Oskar Klein de Física de cosmopartículas en  Estocolmo.
En 2012, el equipo del Wilkinson Microwave Anisotropy Probe (WMAP)  (incluyendo a Peiris) ganó el Premio de Cosmología Gruber por sus "exquisitas mediciones de anisotropías en la radiación de la reliquia del Big Bang--el Fondo Cósmico de Microondas". Los resultados del WMAP sobre la inflación cósmica, a los que Peiris contribuyó, fueron descritos por Stephen Hawking como "el desarrollo más emocionante de la física durante su carrera".
En 2016, Peiris fue elegida como Fellow de la Sociedad Americana de Física  y Vicepresidenta de la Real Sociedad Astronómica.
En 2018, a  Peiris le otorgaron el Hoyle Medalla y Premio del Instituto de Reino Unido de Física para “sus contribuciones principales a entender el origen y evolución de  la estructura cósmica."

## Compromiso público
Además de las charlas académicas, Peiris da conferencias públicas sobre cosmología. Ha escrito artículos y dado entrevistas para la radio y la prensa escrita. Ha aparecido en podcasts, programas de televisión y en las noticias nacionales. En 2013 dio una charla en TEDxCERN, "Multiplicando las dimensiones". Ese año fue seleccionada como una de las diez mejores estrellas en ascenso de la revista Astronomía.
En 2014, una columna en el Daily Mail, afirmaba que Peiris (junto con Maggie Aderin-Pocock) había sido seleccionado para discutir los resultados del experimento Background Imaging of Cosmic Extragalactic Polarization 2 (BICEP-2) de la BBC Newsnight debido a su género y origen étnico. Estos comentarios fueron condenados por los principales medios de comunicación, la Real Sociedad Astronómica y  el University College London, y el Daily Mail se  retractó a los pocos días. Peiris ofreció una refutación, "La ciencia innovadora es ciega a los prejuicios" en Times Higher Education.
En 2017, Peiris colaboró con la artista Penelope Rose Cowley para crear una obra de arte titulada "Cosmopartícula".

## Premios

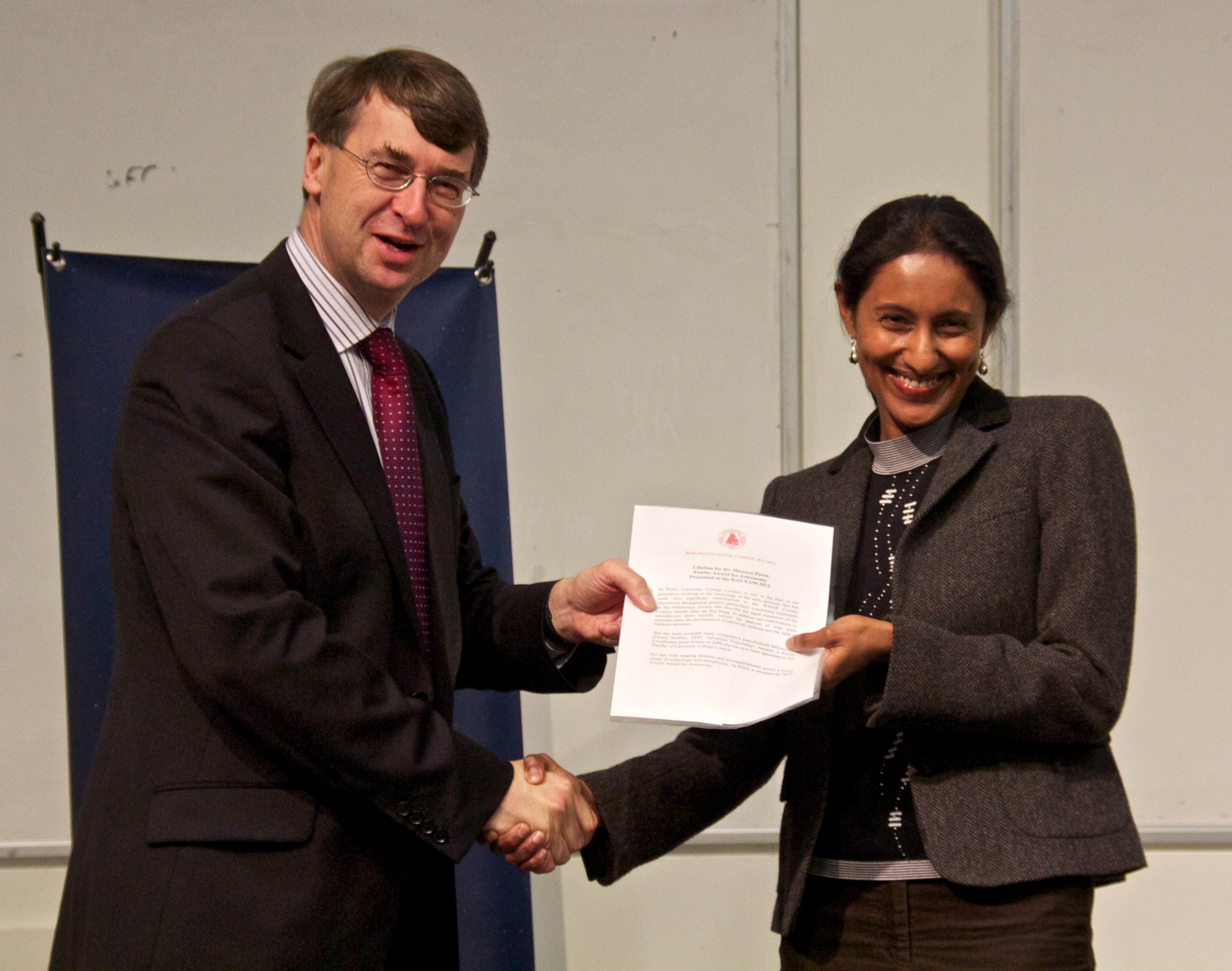
Peiris Recibiendo el Fowler Premio en 2012 de Roger Davies

2018 - Fred Hoyle Medalla y Premio, Instituto de Físicas
2018 - Breakthrough Premio en Física Fundamental
2014 - Buchalter Premio de Cosmología
2012 - Gruber Premio para Cosmología, Gruber Fundación
2012 - Fowler Premio, Sociedad Astronómica Real
2009 - Philip Leverhulme Premio, Leverhulme Confianza
2007 - Halliday Premio, STFC
2007 - Kavli Socio de Fronteras, Academia Nacional de Ciencias

## Premio Breakthrough  2018 en Física Fundamental
Peiris fue miembro del equipo de 27 personas que recibió el 2018 Premio Breakthrough  en Física Fundamental, por su trabajo que  ha transformado la cosmología moderna.

## Publicaciones
Una lista de  sus publicaciones pueden ser encontradas aquí.